# Ржевский уезд
Рже́вский уе́зд — административно-территориальная единица Тверской губернии Российской империи и РСФСР. Уездный город — Ржев.

## География

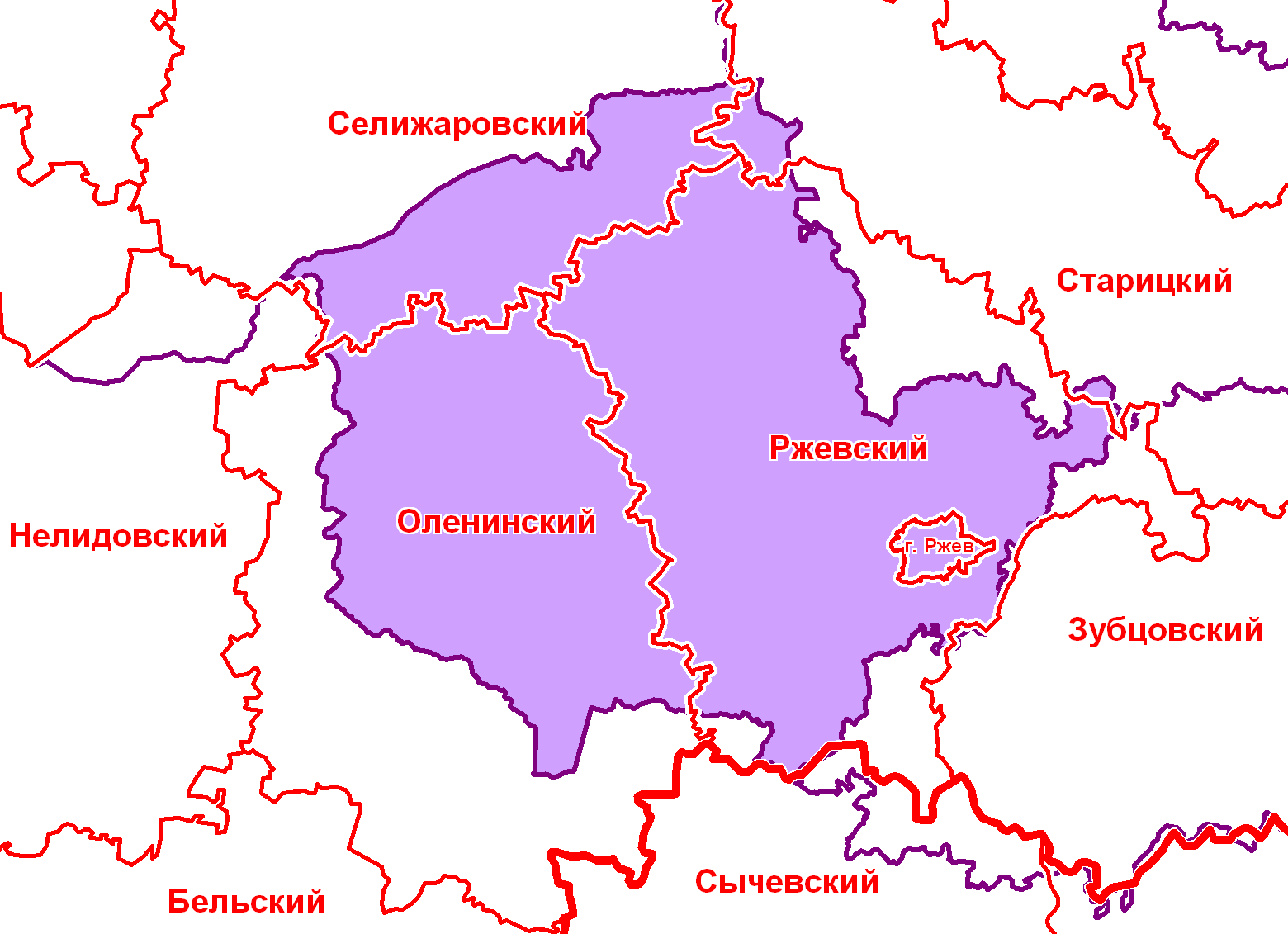
Ржевский уезд в современной сетке районов

Располагался на юго-западе Тверской губернии. Площадь уезда составляла 3714 кв. вёрст. Граничил (до 1922 года) с Осташковским, Старицким, Зубцовским уездами Тверской губернии и Бельским уездом Смоленской губернии. Важнейшая река — Волга, пересекает восточную часть уезда на протяжении 120 верст; её притоки: Пырошня, Солодомля, Молодой Туд (после Волги самая значительная река в уезде), Сишка, Осуга, Малая Коша, Большая Итомля и Бойня. На северо-западе — река Береза — приток Межи. Волга судоходна на всем протяжении, остальные реки сплавные. Вдоль упомянутых рек до 4000 десятин поемных лугов. Берега рек большей частью заселены, много мельниц.

### Современное положение
В настоящее время территория уезда (в границах на 1917 год) входит в состав Ржевского, Оленинского и Селижаровского районов Тверской области.

## История

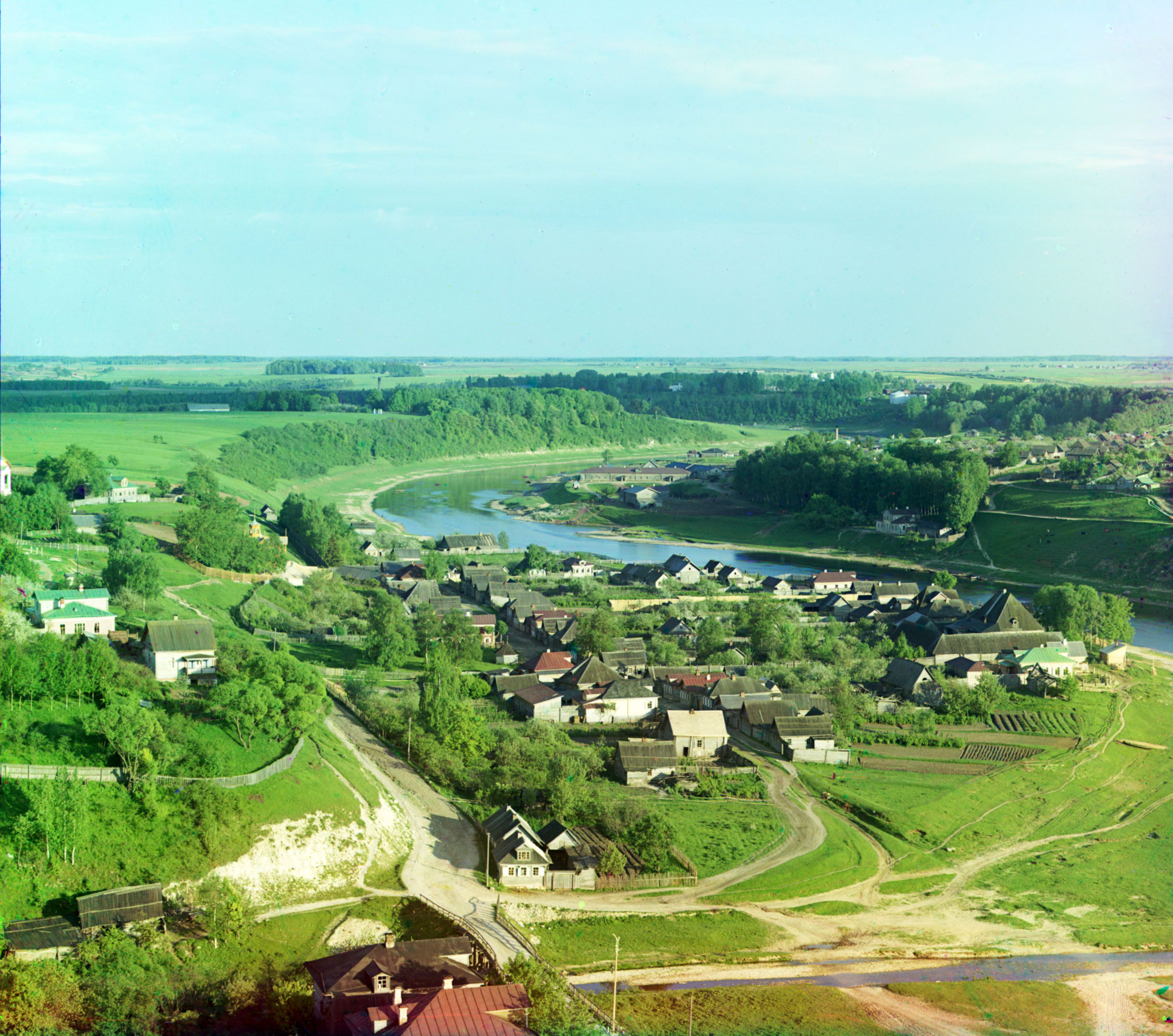
г. Ржев. Князь-Фёдоровская сторона. Тетерино. 1910 г.

В XVI—XVII веке Ржевским уездом называли всю территорию Ржевской земли , примерно совпадавшую с территорией Ржевского княжества и занимавшей верховья Волги до Верхневолжских озёр. В 1775 году в составе Тверского наместничества на этой территории образованы Ржевский и Осташковский уезды.
С 1796 года Ржевский уезд был в составе Тверского губернии и его границы не изменялись до 1922 года. В мае 1922 в состав Ржевского уезда вошла территория упраздненного Зубцовского уезда, в марте 1924 — часть территории Старицкого уезда. В 1929 году уезд ликвидирован, его территория вошла в Ржевский округ Западной области РСФСР.

## Население
Население в 1863 г. — 119,4 тыс. чел. (без Ржева), в 1897 году — 126 653 чел., в 1913 году — 208 тыс. чел. На 1 кв. версту (вместе с городом Ржевом) приходится 40 жителей; уезд принадлежит к густонаселенным уездам Тверской губернии. В основном население уезда русское, жители юго-западной части уезда (по реке Молодой Туд) отличаются (язык, особенности в одежде) от населения других частей уезда. (тудовляне). Раскольников (1895 г.) — 953. Селений — 1 119, с 19 069 крестьянскими дворами (в среднем — 17 на селение). Крупнейшие селения — Ельцы, Муравьево, Молодой Туд.

## Экономика
Главное занятие населения — земледелие. Уезд богат лесом, отсюда широкое распространение промыслов, связанных с обработкой дерева. На зиму многие крестьяне уходили на заработки в Ржев (главным образом на пенькопрядильные и канатные фабрики). В результате Крестьянской реформы 1861 наделы крестьян сократились, получило распространение отходничество. После постройки Новоторжской железной дороги (1874 год) и Виндаво-Рыбинской железной дороги (нач. 1890-х годов) Ржевский уезд стал одним из центров льноводства (в 1913 году давал 13 % русского экспорта льна).

## Административное деление
До разделения на Ржевский и Осташковский уезды в 1775 году делился на следующие волости, станы и приселки:
- Кличанская волость — центр — Осташковская слобода
- Лещинская волость —
- Котицкая волость — пог. Верхние Котицы
- Поддобринский стан —
- Кокошский стан —
- Подборовская волость —
- Толостинская волость —
- Большеосеченская волость —
- Елицкая волость — с. Ельцы
- Горышинская волость —
- Борункинская волость —
- Ракитинский стан —
- Сижская и Пороховская волость —
- Лаптевская —
- Скворцовская волость —
- Куркинская волость —
- Дубенская волость —
- Ртищевская волость —
- Старотудская волость, что на Сковоротыни — c.Сковоротынь
- Жилогостицкая волость —
- Дворицкая волость —
- Пустоосеченская волость —
- Бортноселиловская волость —
- Оковецкая волость — с. Оковцы
- Молодотудская волость — с. Молодой Туд
- Жукоповский приселок —
- Дроголевский приселок —
- Вселугская и Стерская волость —
- Езжанская волость —
- Волговская волость —
- Репочевская волость —
- Чуриловская волость —
- Сонская волость — пог. Трестино
- Рясинская волость на Строшевской губе —
- Берновская волость — с. Берново

В 1890 году в состав уезда входило 18 волостей:
| № п/п | Волость        | Волостное правление | Число селений | Население |
| ----- | -------------- | ------------------- | ------------- | --------- |
| 1     | Бурцевская     | д. Бурцово          | 59            | 4650      |
| 2     | Гриминская     | д. Дурнево          | 58            | 6220      |
| 3     | Елецкая        | с. Ельцы            | 31            | 4440      |
| 4     | Жуковская      | с. Харино           | 64            | 4510      |
| 5     | Замошинская    | д. Замошье          | 39            | 5130      |
| 6     | Козинская      | д. Лезвино          | 65            | 6110      |
| 7     | Лаптевская     | с. Лаптево          | 64            | 6640      |
| 8     | Масловская     | д. Плешки           | 39            | 6920      |
| 9     | Молодо-Тудская | с. Молодой Туд      | 70            | 4520      |
| 10    | Никоновская    | д. Никоново         | 95            | 6600      |
| 11    | Павлюковская   | д. Павлюки          | 49            | 5045      |
| 12    | Пыжовская      | с. Пыжи             | 107           | 5810      |
| 13    | Становская     | д. Петуново         | 51            | 6390      |
| 14    | Тереховская    | д. Тереховка        | 73            | 6080      |
| 15    | Тимофеевская   | д. Шопорово         | 74            | 7770      |
| 16    | Толстиковская  | д. Хорошево         | 31            | 5880      |
| 17    | Харинская      | д. Харино           | 83            | 7760      |
| 18    | Холнинская     | пог. Лукома         | 53            | 6450      |

В полицейском отношении в 1913 году уезд был разделён на три стана:
- 1-й стан, становая квартира ус. Гафидово.
- 2-й стан, становая квартира с. Сытьково.
- 3-й стан, становая квартира г. Ржев.

К 1922 году число волостей увеличилось до 23, в мае 1922 в состав Ржевского уезда вошла территория упраздненного Зубцовского уезда, в марте 1924 — часть территории Старицкого уезда. В результате укрупнения волостей весной 1924 года их число сократилось до 14 (Елецкая, Гриминская, Панинская, Ржевская, Молодотудская, Оленинская, Лаптевская, Артемовская, Зубцовская, Погорельская, Краснохолмская, Степуринская, Старицкая, Луковниковская), площадь уезда возросла до 8,4 тыс. кв.верст, население — до 395,4 тыс. человек.